# Rajeeva Laxman Karandikar
Rajeeva Laxman Karandikar (né en 1956)  est un mathématicien, statisticien et pséphologue indien. Il est le directeur de l'Institut mathématique de Chennai (en) depuis 2010.

## Vie universitaire
Il a obtenu son B. Sc. en mathématiques du Holkar Science College (en), Université d'Indore (en), à Indore, en juin 1976, et son Mastère de Statistiques à l'Institut indien de statistiques (ISI) en juillet 1978. Plus tard, il a obtenu son doctorat de l'ISI, à Calcutta, en décembre 1981. Il est allé pour ses recherches post-doctorales à l'Université de Caroline du Nord à Chapel Hill pour travailler sous la direction de Gopinath Kallianpur (en). Il passe trois ans en tant que professeur invité à l'Université de Caroline du Nord à Chapel Hill puis retourne à l'Indian Statistical Institute, à New Delhi, en 1984 en tant que professeur associé. Il est devenu professeur titulaire en 1989. En 2006, il part à Cranes Software en tant que vice-président chargé des analyses. Il part pour l'Institut mathématique de Chennai (en) en 2010.

## Recherches
Ses intérêts de recherche comprennent plusieurs domaines de la théorie des probabilités, la théorie de la tarification des options, la pséphologie dans le contexte des élections en Inde et la cryptographie, entre autres.

## Autres activités
Il a mené des sondages d'opinion pour les élections parlementaires indiennes et des sondages pour l'assemblée pour le compte de Doordarshan, de TV Today, CNN-IBN, Hindustan Times, The Indian Express, etc. Il a également mené des programmes de formation sur le calcul stochastique pour ICICI Bank et d'autres organismes financiers. Il a servi comme Vice-Président Exécutif pour Cranes Software de 2006 à 2010.

## Prix et distinctions
En 1999 il reçoit le Shanti Swarup Bhatnagar Prize for Science and Technology.

## Publications
- Gopinath Kallianpur et Rajeeva L. Karandikar, White Noise Theory of Prediction, Filtering and Smoothing, CRC Press, 1er janvier 1988, 614 p. (ISBN 978-2-88124-685-2, lire en ligne)
- Gopinath Kallianpur et Rajeeva L. Karandikar, Introduction to Option Pricing Theory, Birkhäuser Boston, 6 octobre 2012, 269 p. (ISBN 978-1-4612-6796-6, lire en ligne)
- Embedding a stochastic difference equation into a continuous-time process
- The maximum of n independent stochastic processes